# 래리 킹
래리 킹(영어: Larry King, 본명은 로런스 하비 자이거(영어: Lawrence Harvey Zeiger), 1933년 11월 19일 ~ 2021년 1월 23일)은 미국의 텔레비전과 라디오 진행자였다.
그는 최고의 방송 인터뷰어로 미국에서 인정받는다. 킹은 정치인, 운동선수, 연예인, 다른 뉴스메이커들과 함께 약 40,000 번의 인터뷰를 이끌었다. 에미상, 두번의 피버디 상, 10번의 케이블에이스 상(CableACE Award)를 수상했다.
킹은 1950년대와 60년대에 플로리다 지역의 저널리스트와 라디오 인터뷰어로서 시작했다. 그는 1978년에 시작한 밤새도록 하는 전국 라디오 방송인으로 유명해졌으며 그 후 1985년에 시작한 CNN에서 밤에 하는 인터뷰 TV 프로그램 래리 킹 라이브의 진행을 시작하다가 2010년에 종영되었다.

## 생애

### 초년기의 삶
로렌스 하비 자이거는 의류 노동자 제니 (결혼하기 전 성(姓)은 기틀리츠)와 식당 주인이자 무기 공장 노동자 에드워드 자이거의 아들로 태어났다. 래리의 부모는 유대인이었으며 벨라루스 (민스크와 핀스크)에서 그가 태어난 곳인 뉴욕 브루클린까지 이주했었다. 그의 아버지는 킹이 9살일 때 심장병으로 인해 44세의 나이로 사망했으며, 그의 어머니는 래리와 그의 어린 남동생을 부양하기 위해 복지에 의존했었다. 그의 아버지의 죽음은 킹에게 커다란 영향을 끼쳤다. 그는 학교에 흥미를 잃었으며, 대학에 가기 위한 기회를 망쳐버렸다. 고등학교를 졸업한 후, 그는 그의 어머니를 도와 일을 하였다. 초년 시절부터 그는 라디오방송을 하게 되길 원했다.

### 중년과 노년기의 삶
그는 ABC잡역부로 들어가 우연히 그능력을 인정받아 킹은 1950년대와 60년대에 플로리다 지역의 저널리스트와 라디오 인터뷰어로서 시작했다.
그는 7번의 이혼 경력이 있는 것으로 알려져 있다.
2020년 12월 코로나19 확진 판정을 받고 투병 중 2021년 1월 23일 사망하였다. 래리 킹의 부인 숀(Shawn)은 엔터테인먼트 투나잇과의 인터뷰에서 그가 코로나19에서는 회복했으나 합병증으로 발생한 패혈증으로 사망했다고 밝혔다.

## 출연 작품
- 롱 키스 굿 나잇
- 더 리메이크
- 콘택트